# Klaus-Peter Schulz (Heimatforscher)

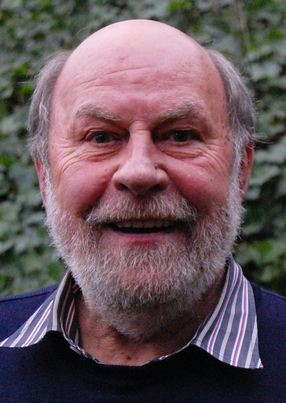
Klaus-Peter Schulz (2007)

Klaus-Peter Schulz (geboren 21. Juli 1942 in Bremen; gestorben 4. November 2013 in Osterholz-Scharmbeck) war ein deutscher Heimatforscher, Museumsleiter und Bodendenkmalpfleger.

## Leben und Wirken

### Frühe Jahre
Klaus-Peter Schulz wuchs in Osterholz-Scharmbeck auf, einer niedersächsischen Kreisstadt unmittelbar nördlich von Bremen. Nach dem Besuch der Volksschule begann er 1957 eine Lehre als Fleischer. Nach Abschluss der Lehre heuerte er als Kochsmaat auf der Berlin an, einem Schiff, das damals im Linienverkehr zwischen Bremerhaven und New York fuhr. Er kehrte in seine Heimatstadt zurück und arbeitete zunächst wieder als Fleischer. Seit seiner Kindheit hatte Schulz ein großes Interesse an der Ur- und Frühgeschichte seiner Heimat und wurde ein enger Mitarbeiter von Johann Segelken, der mit seinem Osterholz-Scharmbecker Heimatbuch in den 1930er Jahren die lokale Heimatforschung, und auch das Heimatmuseum in Osterholz-Scharmbeck begründete.  Im Jahr 1972 wurde Schulz ehrenamtlicher Bodendenkmalpfleger des Landkreises Osterholz, und nach Johann Segelkens Ruhestand wurde er 1973 auch hauptamtlicher Leiter des Heimatmuseums. Schulz hat die prähistorische und historische Heimatforschung im Landkreis Osterholz auf eine neue und – obwohl Autodidakt – auch wissenschaftliche Basis gestellt.

### Bodendenkmalpfleger
Als Bodendenkmalpfleger hat Schulz schon früh auf die Gefährdung von urgeschichtlichen Fundstätten durch Raubgrabung und Erdarbeiten hingewiesen, Beschilderungen zu deren Schutz eingeführt, und immer wieder die Öffentlichkeit in die archäologische Arbeit engagiert, sei es durch Ausstellungen, Museumsführungen, Unterricht in Schulen, Lehrgrabungen mit Freiwilligen, und der Erschaffung des Urgeschichtspfads Seemoor bei Steden. Schulz gewann eine Reihe von ehrenamtlichen Mitarbeitern für die Bodendenkmalpflege. In Zusammenarbeit mit den Landes- und Bezirksdenkmalämtern schloss er 1982 die archäologische Landesaufnahme des Landkreises Osterholz ab, leitete zahlreiche Notgrabungen und initiierte systematische Ausgrabungen mehrerer wichtiger Fundplätze. Er führte im Landkreis Osterholz innovative wissenschaftliche Methodologie wie Luftaufnahmen zu verschiedenen Tages- und Jahreszeiten und mit Infrarotfilm ein, um neue Fundstellen zu entdecken. Zu seinen bedeutendsten von überregionaler Bedeutung Funden zählen die bronzezeitliche Gesichtsurne von Settenbeck und der syrische Elfenbeinbecher von Stendorf. Schulz hat zu zahlreichen Magister- und Doktorarbeiten von Studenten der Ur- und Frühgeschichte beigetragen.

### Museumsleiter
Die größte Ausweitung und Entwicklung des Heimatmuseums fiel in die beinahe dreißigjährige Amtszeit von Schulz als Museumsleiter. Die Sammlung im Osterholzer Findorffhaus wurde um ein Bauernhaus, ein Backhaus, eine Flechtwerkscheune und das Moorschiffmuseum erweitert, und machten das Kreisheimatmuseum damit zu einer der größten heimatkundlichen Sammlungen im Nordwestdeutschen Raum. Schon früh entwickelte Schulz museumspädagogische Ansätze für Kinder. Schulz erlangte durch seine regelmäßig stattfindenden Führungen für Schulklassen, Gruppen und Privatpersonen eine große Bekanntheit auch über Osterholz-Scharmbeck hinaus als ein Experte für Heimatgeschichte. Er initiierte im Museum zahlreiche Sonderausstellungen zu einem breiten Spektrum heimatgeschichtlicher Themen, reichend von der Urgeschichte, über das Mittelalter bis hin zur Moderne, wobei er auch gesellschaftliche Themen nicht aussparte (z. B. Sammelbilder der 1930er Jahre, Fremde Heimat Niedersachsen – Ankunft Osterholz-Scharmbeck).

### Heimatforscher
Als Sohn einer alteingesessenen Scharmbecker Familie wurde Schulz ein Sammler von Geschichten und Gegenständen seiner Heimat. Er betrieb systematische Forschung in Archiven und erstellte komplette Stammbäume der Hofstellen von Scharmbeck, Osterholz und einigen umliegenden Gemeinden, die heute im Kreisarchiv Osterholz einsehbar sind. Ein historisches Fotobuch über Osterholz-Scharmbeck, eine Chronik der Gemeinde Hülseberg, und die Chronik des Scharmbecker Schützenvereins (dessen Mitglied und Schützenkönig er war), erschienen als Monographien (siehe: Schriften). Zahlreiche seiner Forschungen (z. B. eine zwölfteilige Serie über die Geschichte des Gesundheitswesens und der Medizin in Osterholz-Scharmbeck) veröffentlichte er auch in lokalen Zeitungen; und beriet Journalisten zu heimatgeschichtlichen Themen. Durch seine Stammbaumforschung wurde er zu einem Ansprechpartner weltweit von Nachkommen ehemaliger Auswanderer. Seine wohl weitreichendste Bedeutung als Heimatforscher hat Schulz durch seine Forschungen zur jüdischen Regionalgeschichte erlangt. Er dokumentierte alle jüdischen Friedhöfe im Elbe-Weser-Dreieck und rekonstruierte sowohl die Stammbäume der jüdischen Familien als auch deren Schicksal im Dritten Reich. Diese Arbeit lagert jetzt im jüdischen Zentralarchiv in Heidelberg.

### Späte Jahre
Schulz trat 2003 aus gesundheitlichen Gründen als Museumsleiter und Bodendenkmalpfleger in den Ruhestand, führte seine heimatgeschichtlichen Forschungen aber noch bis zu seinem Tod weiter.

## Schriften
- Walter Schubert, Klaus-Peter Schulz, Elmar Pennemann: Osterholz-Scharmbeck in alten Ansichten. Europäische Bibliothek, Zaltbommel/Niederlande 1976
- Klaus-Peter Schulz: Chronik Hülseberg. Herausgegeben vom Niedersächsischen Landesverwaltungsamt – Landesmessung – und von der Historischen Kommission für Niedersachsen. Hannover 1988
- Klaus-Peter Schulz: 150 Jahre Scharmbecker Schützenverein von 1840 e. V.: Chronik zum 150jährigen Jubiläum des Scharmbecker Schützenvereins. Verlag H. Saade, Osterholz-Scharmbeck 1990